# Bende (Belgique)
Pour les articles homonymes, voir Bende.
Bende (en wallon Binde) est une section de la ville belge de Durbuy située en Région wallonne dans la province de Luxembourg. Bende n'est une commune de la province de Luxembourg que depuis 1839. Elle faisait partie avant cela du département de Sambre-et-Meuse. Elle fut créée sous le régime français par la réunion des localités de Bende et Jenneret. C'était une commune à part entière avant la fusion des communes de 1977.

## Géographie
Au nord-est de la commune de Durbuy, Bende domine la plaine de Warzée tandis que Jenneret surplombe la vallée du Néblon.
Bende est le village le plus au nord de la province de Luxembourg.

## Évolution démographique
- Source: DGS, 1831 à 1970=recensements population, 1976= habitants au 31 décembre

## Patrimoine et culture

### Patrimoine architectural
- Chapelle Sainte-Madeleine : dédiée à sainte Madeleine et dépendant autrefois de la paroisse d’Ocquier, la chapelle de Bende est aujourd’hui transformée en habitation. On distingue encore de l’ancienne chapelle une abside semi-circulaire avec un décor caractéristique de l’architecture mosane du XIIe siècle.

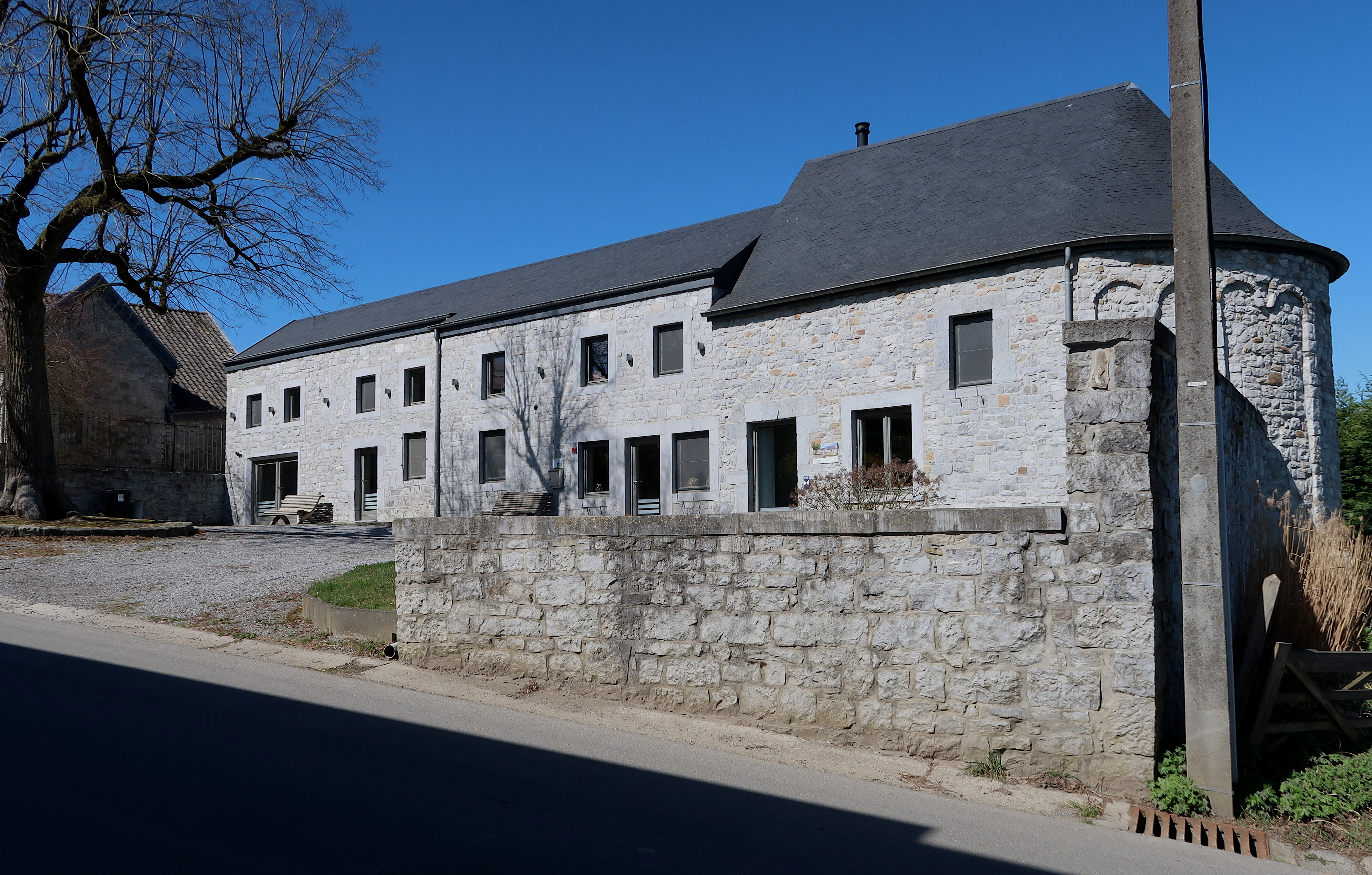
Vieille chapelle du XIIe siècle.
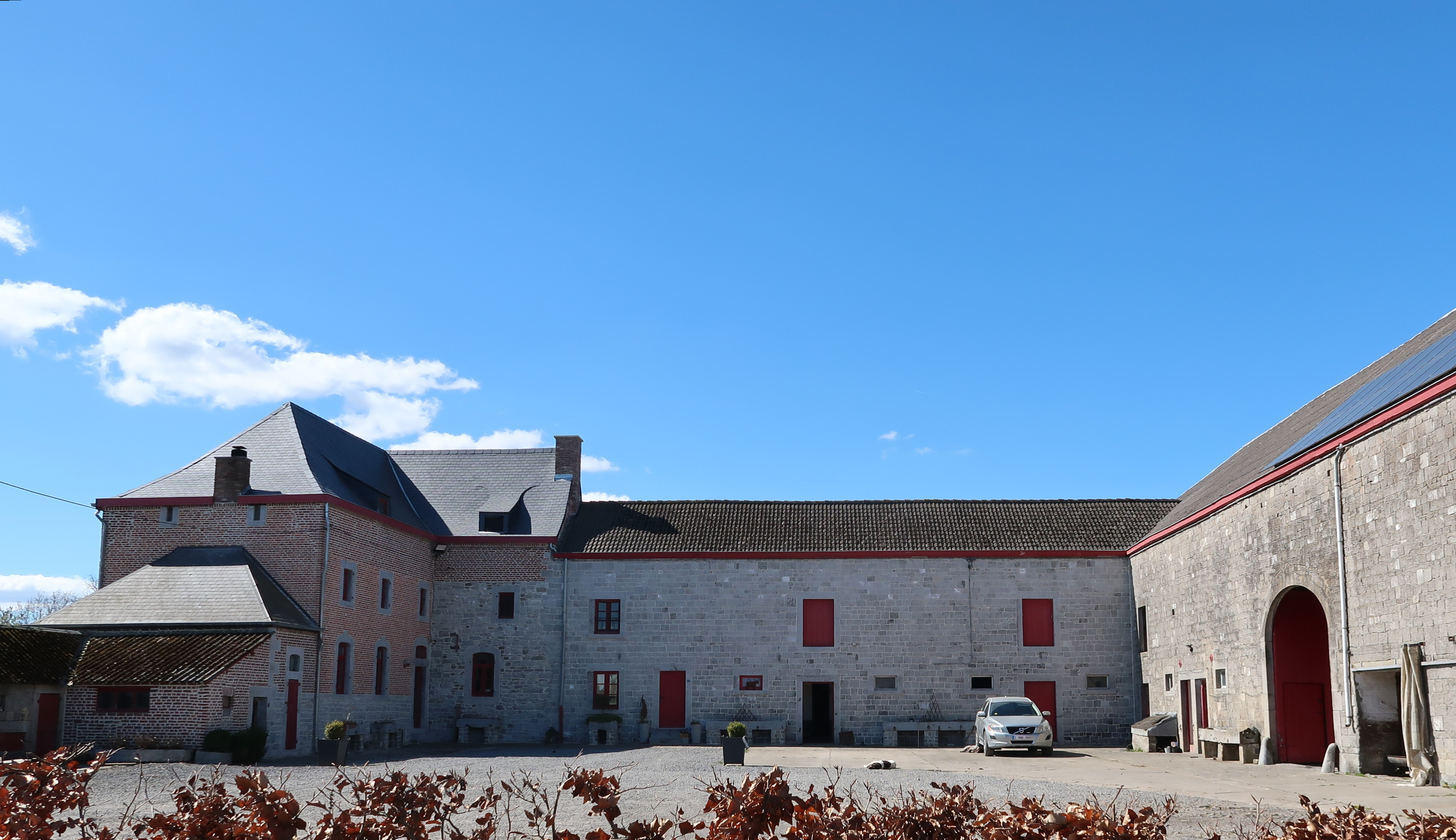
Ferme à Bende.